# Bhaktana Katte, Tarikere
Bhaktana Katte là một làng thuộc tehsil Tarikere, huyện Chikmagalur, bang Karnataka, Ấn Độ.